# بوكيت بينتانج

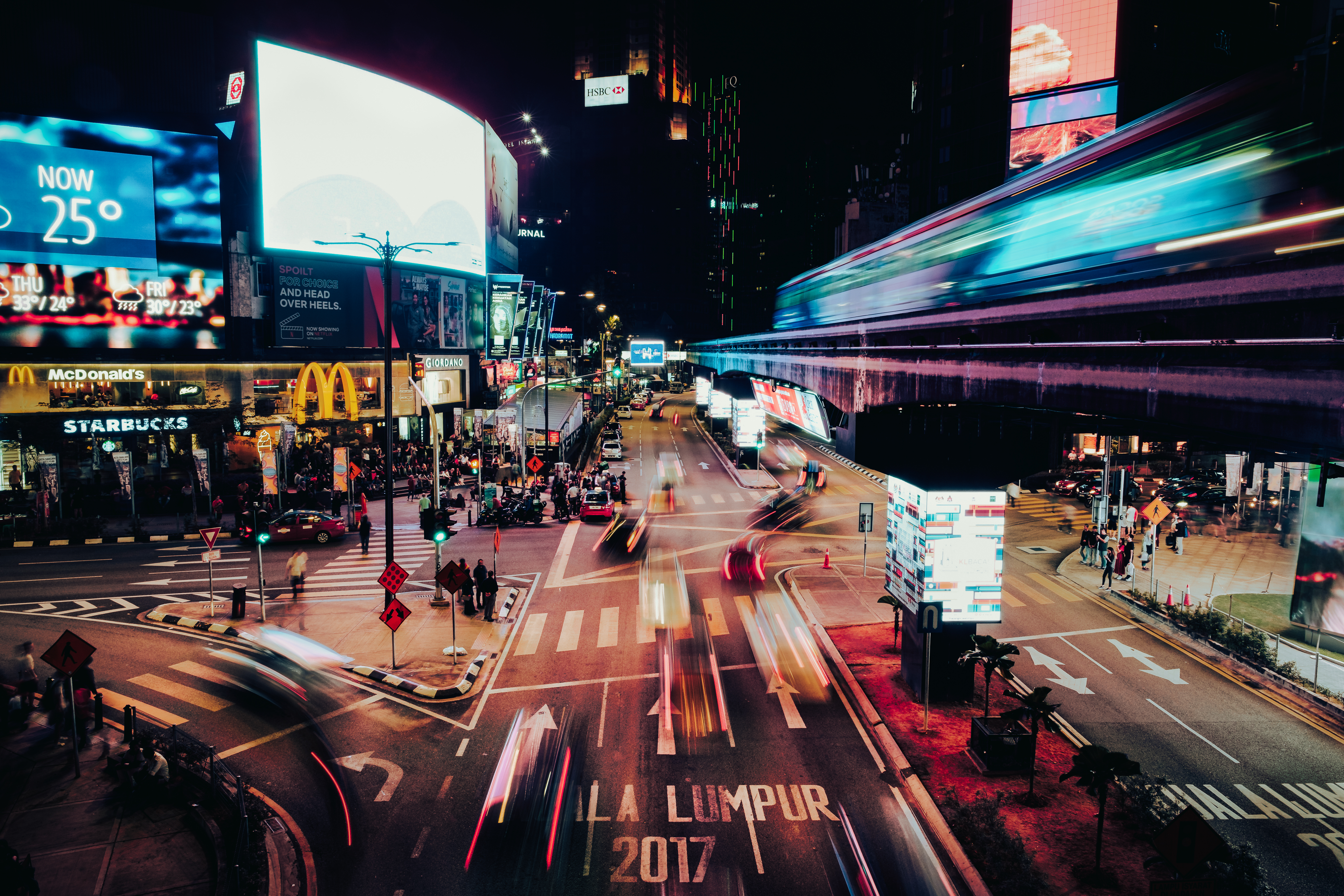

بوكيت بينتانج (بالإنجليزية: Bukit Bintang)‏ هو شارع في العاصمة الماليزية كوالالمبور هو المقصد المثالي للمتسوقين في المدينة. إذ تعج بالسواح العرب والأجانب في ذلك المكان وبمراكز التسوق الحديثة والذي يجد فيها مريدوها كل مايخطر ببالهم الأمر الذي أكسبها لقب المثلث الذهبي. كما يضم أفخم المطاعم العربية.

## مراكز التسوق
ومن أهم الأسواق التجارية في بوكيت بينتانج: برجايا تايمز سكوير، بوكيت بينتانج بلازا، سوناي وانج، ام بي بلازا، لوت تن، ستارهيل بلازا ،كوالالمبور بلازا وبافيليون بلازا.

## المطاعم
ومن أشهر المطاعم العربية في ماليزيا هناك (طربوش- خيمة الصحراء - مطعم الباشا بإدارة وائل عمران- منتزه الخليج- قهوة محمد المصري- ليالي بغداد- مطعم النخيل- مطعم مروش - مندي حضرموت).
ومن أشهر المطاعم الغربية صبواي. كما يوجد مطعم «ناب» الإيراني. وكما يوجد العديد من المطاعم الصينية (حيث تشتهر بعدم وجود طعام حلال فيها).

## الفنادق
يوجد العديد من فنادق ماليزيا والغرف الفندقية مثل برجايا تايمز سكوير. وكما يكثر وجود صرافي العملة على طرفي ذلك الشارع.
وأيضا يوجد نقطتين للقطار قريبتين ذو السكة الواحدة (المنرويل) وهما إمبي (Imbi) والبوكيت بينتانج.